# Орчерд (Айова)
Орчерд (англ. Orchard) — місто (англ. city) в США, в окрузі Мітчелл штату Айова. Населення — 68 осіб (2020).

## Географія
Орчерд розташований за координатами 43°13′39″ пн. ш. 92°46′31″ зх. д. / 43.22750° пн. ш. 92.77528° зх. д. (43.227386, -92.775313).  За даними Бюро перепису населення США в 2010 році місто мало площу 0,23 км², уся площа — суходіл.

## Демографія
Згідно з переписом 2010 року, у місті мешкала 71 особа в 30 домогосподарствах у складі 18 родин. Густота населення становила 310 осіб/км².  Було 33 помешкання (144/км²).
Расовий склад населення:
| - 95,8 % — білих - 2,8 % — корінних американців - 1,4 % — чорних або афроамериканців |

До двох чи більше рас належало 0,0 %. Частка іспаномовних становила 0,0 % від усіх жителів.
За віковим діапазоном населення розподілялося таким чином: 21,1 % — особи молодші 18 років, 63,4 % — особи у віці 18—64 років, 15,5 % — особи у віці 65 років та старші. Медіана віку мешканця становила 42,2 року. На 100 осіб жіночої статі у місті припадало 102,9 чоловіків;  на 100 жінок у віці від 18 років та старших — 124,0 чоловіків також старших 18 років.
Середній дохід на одне домашнє господарство  становив 42 083 долари США (медіана — 50 000), а середній дохід на одну сім'ю — 48 300 доларів (медіана — 53 750). Медіана доходів становила 41 250 доларів для чоловіків та 21 250 доларів для жінок. За межею бідності перебувало 14,7 % осіб, у тому числі 25,0 % дітей у віці до 18 років та 20,0 % осіб у віці 65 років та старших.
Цивільне працевлаштоване населення становило 16 осіб. Основні галузі зайнятості: освіта, охорона здоров'я та соціальна допомога — 37,5 %, виробництво — 25,0 %, транспорт — 18,8 %.